# 墨西哥城地鐵3號線
墨西哥城地鐵3號線（西班牙語：Línea 3 del Metro de la Ciudad de México）是墨西哥城地鐵12條路線之一。
3號線是最長的路線，以橄欖綠色標示，由北至南貫穿全城。